# Jean-Édouard Verneau
Jean-Édouard Verneau, né le 29 août 1890 à Vignot (Meuse) et mort le 15 septembre 1944 à Buchenwald, est un officier français du génie devenu résistant, mort pour la France.

## Biographie
Jean-Édouard Verneau naît en 1890 à Vignot, fils d’Étienne Camille Verneau, employé de carrière, et de Marie Augustine Prin, son épouse.
Polytechnicien (X 1911), il termine la guerre capitaine, blessé et deux fois cité. Il l'est à nouveau au Levant. À partir de 1928, il sert au 1er bureau de l'État-major. Il est colonel en 1940, promu général de division en 1942.
Ancien chef d’état-major du général Noguès à Alger, il y est nommé chef de la délégation des services de l’armistice en août 1940. En février 1941, il devient chef d’état-major de l'armée d'armistice et donne son accord tacite aux actions clandestines de camouflage de matériel : stockage et entretien d’armes et de munitions qui serviront plus tard aux maquis, organisation de réseaux clandestins de transmissions.
Chef d’état-major de l’armée d’armistice en juin 1942, il participe à la fondation de l’Organisation de résistance de l'armée (ORA) dès la dissolution de l'armée d'armistice en novembre 1942. Il rejoint le commandant Cogny qui a créé une branche de l'organisation en zone Nord et succède en juin 1943 au général Aubert Frère à la tête de celle-ci. Arrêté le 23 octobre 1943, il désigne son successeur, le général Georges Revers, puis est déporté à Buchenwald, où il meurt le 15 septembre 1944, à 54 ans.

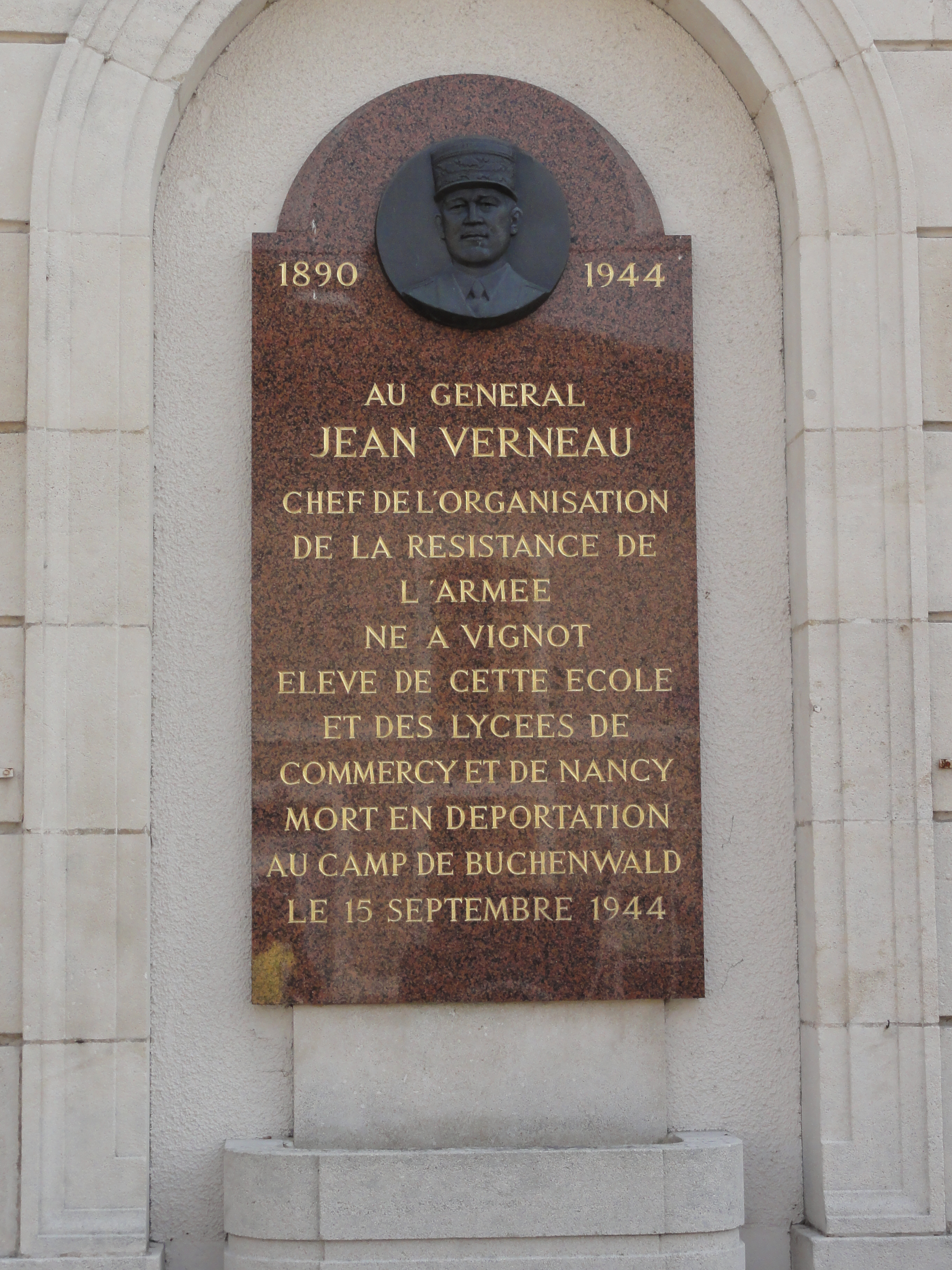
Mémorial pour Jean Verneau à Vignot.

État des services du général Verneau
- 1911 : Incorporé au 40e régiment d'artillerie comme canonnier
- 1912 : École polytechnique comme aspirant
- 1914 : Régiment du Génie comme sous-lieutenant
- 1915 : Lieutenant
- 1916 : Capitaine
- 1917 : Capitaine, commandant de compagnie
- 1919 : École d'état-major
- 1920 : École supérieure de guerre
- 1922 : État-major du Levant
- 1924 : État-major des armées, 1er Bureau
- 1928 : Chef de bataillon
- 1929 : Régiment du Génie
- 1931 : État-major des armées, 1er Bureau
- 1934 : Chef du 1er Bureau comme lieutenant-colonel
- 1937 : Chef de corps du 19e régiment du Génie comme colonel (Hussein Dey - Alger)
- 1939 : État-major du commandant en chef du TOAFN
- 1940 : Chef d'état-major de l'Inspection générale d'Afrique du Nord
- 1941 : Chef de la délégation des services d'armistice AFN comme général de brigade
- 1942 : Chef de l'État-major des armées comme général de division
- 1943 : Congé d'Armistice, arrestation par les troupes d'Occupation
- 1944 : Mort au camp de Buchenwald

## Distinctions
- Croix de guerre 1914-1918 avec palme et étoile
- Médaille interalliée de la Victoire
- Médaille commémorative de la guerre 1914–1918
- Insigne des blessés militaires
- Médaille commémorative de Syrie-Cilicie
- Croix de guerre des Théâtres d'opérations extérieurs
- Commandeur de la Légion d'honneur
- Médaille de la Résistance française
- Commandeur de l'ordre du Ouissam alaouite chérifien

## Hommages
Depuis 1947, la caserne du 6e régiment du génie d'Angers située dans le quartier des Capucins-Verneau porte son nom.
Un timbre à son effigie a été édité en 1975 : il y figure avec deux autres résistants, Pierre Kaan et Frédéric-Henri Manhès.
Une médaille commémorative en bronze a été frappée par la Monnaie de Paris, en 1968. Cette médaille représente le général Verneau avec le général Frère
- Avers : Bustes habillés de profil à gauche, signé : Courbier Marcel
- Revers : PRO PATRIA VSQVE AD MORTEM / DRA / GENERAL FRERE / FONDATEUR DE L’O.R.A. / DEPORTE MORT AU STRUTHOF LE 13 JUIN 1944 / GENERAL VERNEAU / SON SUCCESSEUR. DEPORTE. / MORT A BUCHENWALD / LE 15 SEPTEMBRE 1944.